# 苫布
苫布，也叫防水油布，是一種很大而強靭的防水物料，一般在帆布或聚酯布的表面上塗上聚氨酯（PU）或聚乙烯（PE）而製成，所以一般在日常生活提及的「帆布」，其實往往指的是苫布。比較便宜的苫布會直接用聚丙烯（PP）紡織而成。

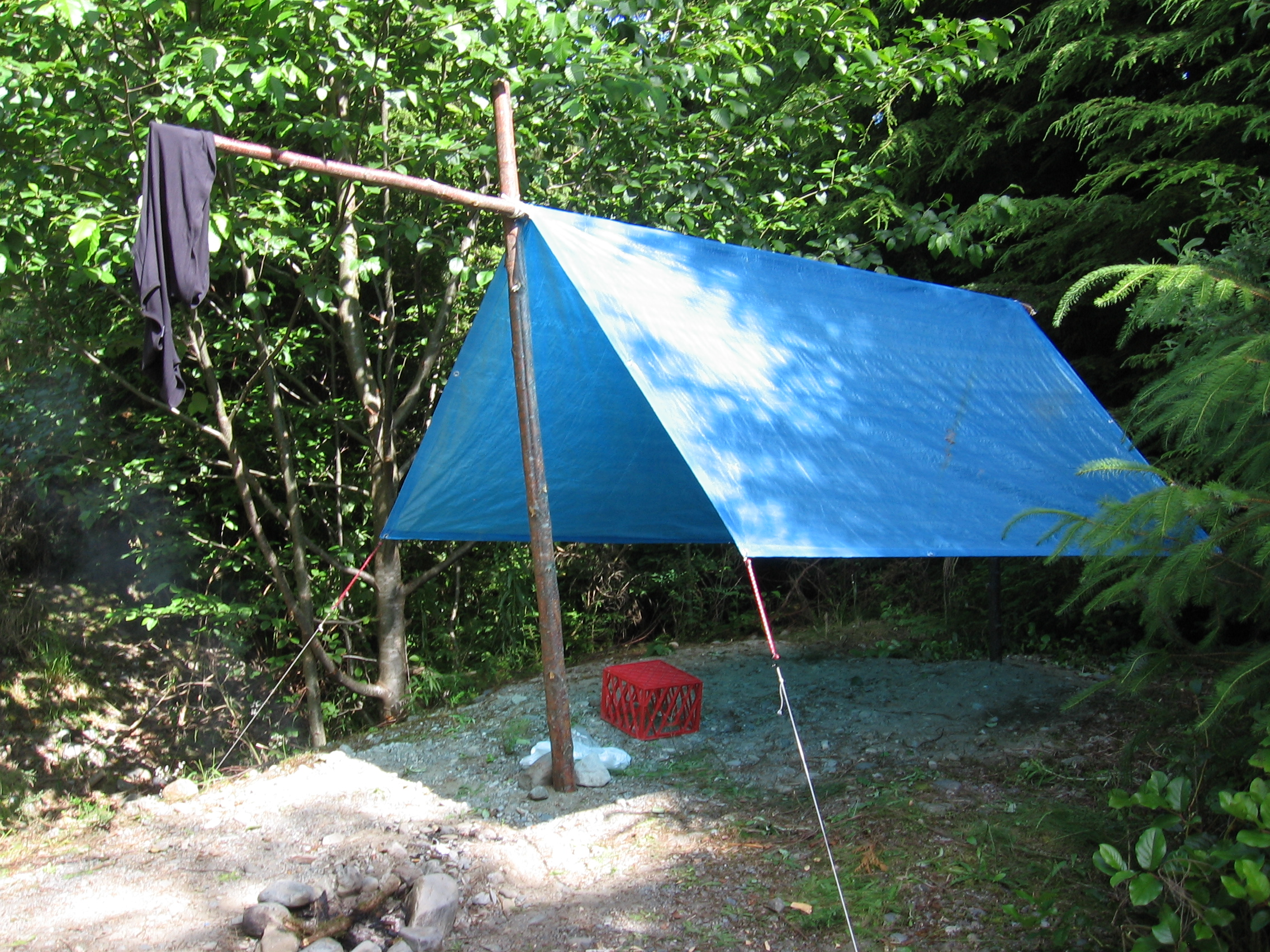
一個用苫布紮成的簡單帳蓬

苫布一般都會在邊沿地方加上扣洞，使苫布可以用繩索拉動，令使用上更方便。

## 用途

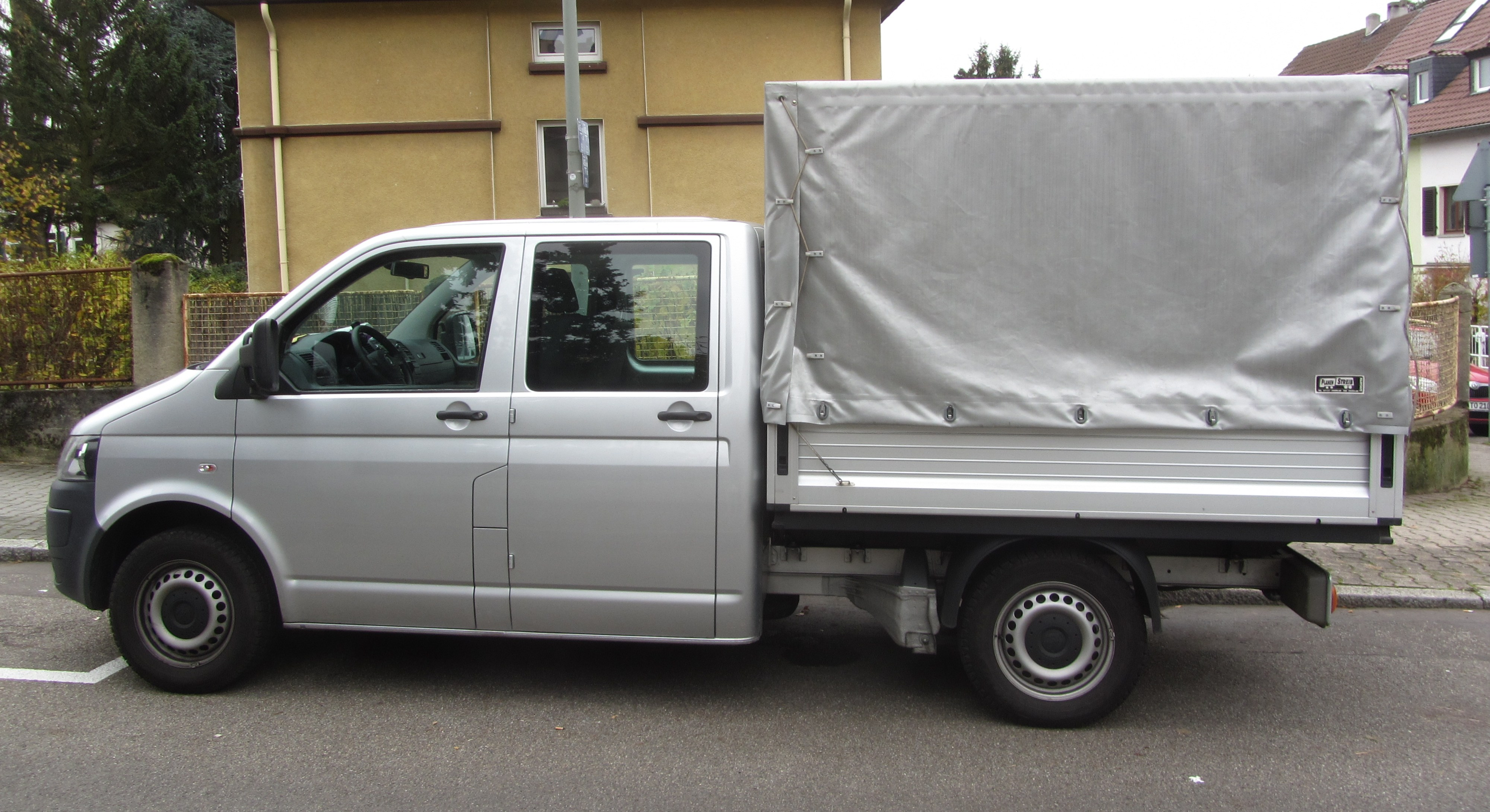
用苫布覆盖货物的卡车

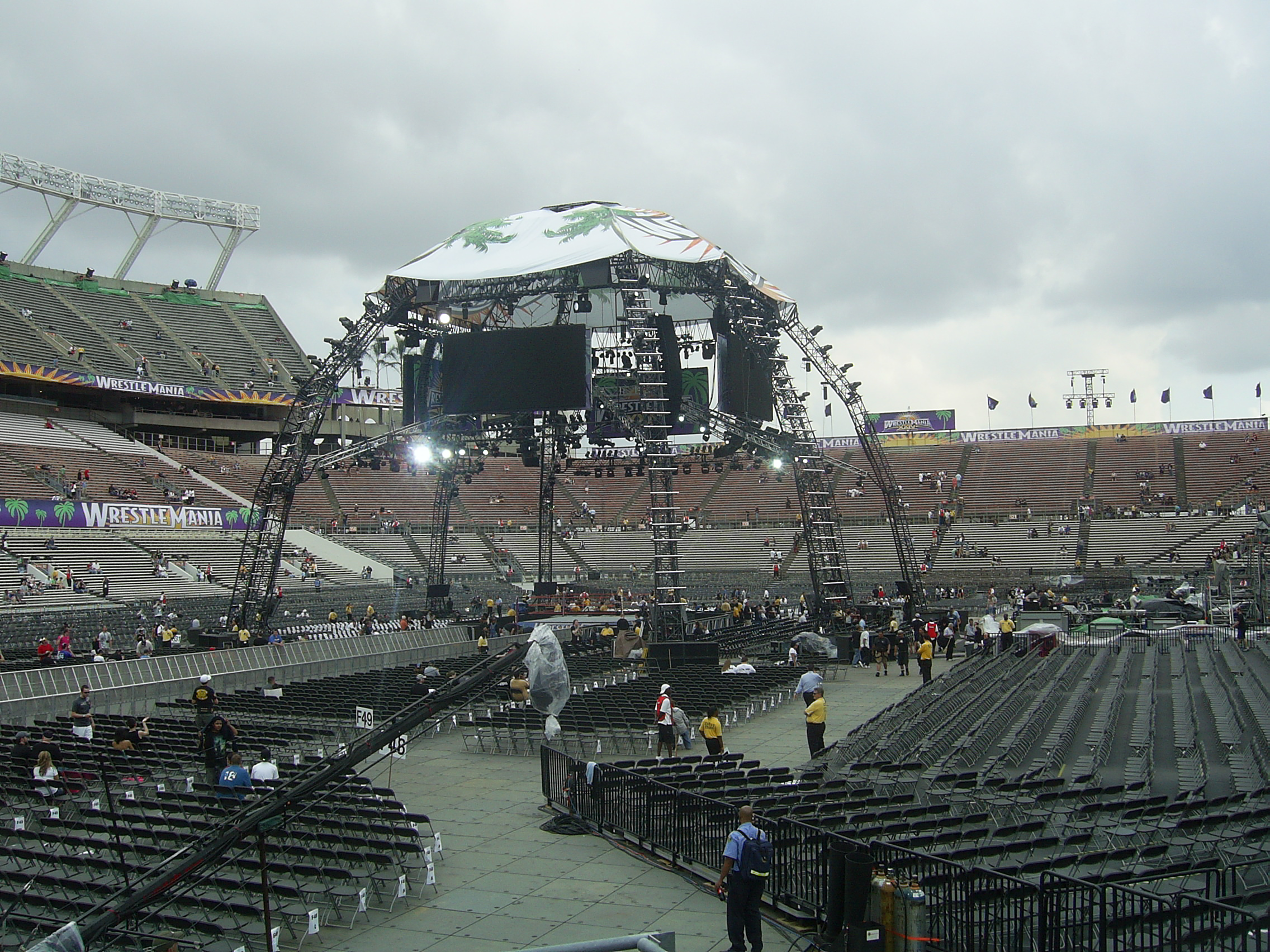
用于防止雨水进入舞台的苫布

苫布可用于保护人和物免受到风、雨和阳光的影响，它还可在施工期间或灾难发生后用于保护部分建成或损坏的结构，以防止在油漆和类似活动期间出现混乱，以及容纳和收集碎片。它们用于保护敞篷卡车和货车的负载，保持木桩干燥，以及用于帐篷或其他临时结构等避难所。

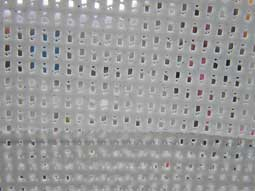
穿孔苫布

苫布也可用于广告印刷，尤其是用于广告牌。穿孔苫布常用于大中型广告牌的制作，或脚手架上的保护；穿孔（20%到70%）的目的是为了减少风的影响。
当需要便宜的防水织物时，聚乙烯苫布是一种流行的材料。许多胶合板帆船的业余制造者转向使用聚乙烯苫布来制作他们的帆，因为它便宜且易于加工。使用适当类型的胶带，无需缝纫便可制作小船可以使用的帆。
塑料苫布有时会被用作北美土著社区的建筑材料。